# Chicureo
Chicureo (del mapudungún: Chi kürew ‘el tordo’) es una ciudad ubicada en la zona sur de la comuna de Colina, en la provincia de Chacabuco, al norte del Gran Santiago en la Región Metropolitana, Chile.

## Descripción
Siendo zona eminentemente agrícola —con numerosas hectáreas regadas por el río Maipo a través del canal San Carlos, que luego de cruzar por subterráneo el río Mapocho, por túnel el cerro San Cristóbal y de ceder parte de sus aguas a otros canales, pasa a denominarse El Carmen—, acogió en sus zonas de rulo —secano— los más importantes desarrollos inmobiliarios de Santiago de Chile. Como ejemplos: Piedra Roja, Hacienda Chicureo, Chamisero, La Reserva, Jardines de la Reserva Las Brisas Norte de Chicureo, Los Polos I a IV, Ayres de Chicureo, Las Calandrias de Chicureo, etc. Para estos desarrollos inmobiliarios se debieron implementar las soluciones viales Camino Pie Andino, que une Chicureo con La Dehesa y el Acceso Nororiente por Vespucio Norte, que une Vitacura con Chicureo.[cita requerida]
Como parte de su historia todavía se conserva intacta la casa patronal de la zona noroeste de Chicureo llamada Hacienda Guay-Guay, con más de 100 años de historia, perteneciente a la familia Olivares-Grohnert.[cita requerida]
Dentro de las actividades de Chicureo más concurridas está Chicureo Bazar, una feria al aire libre con las últimas tendencias en moda, deco, jardín, diseño y gourmet que se realiza en el mes de octubre en la Hacienda Guay-Guay, sector Piedra Roja.[cita requerida]
También el Desfile Chicureo de moda por la integración que se realiza en el centro comercial Puertas de Chicureo creado por Revista El Sol de Chicureo revista local.[cita requerida]
Según el censo de 2017, Chicureo cuenta con una población de 10 975 habitantes, aunque se estima que para la década del 2020 podría aumentar significativamente gracias al explosivo desarrollo inmobiliario.
Debido al crecimiento poblacional, Chicureo cuenta desde el 2 de agosto del 2003 con su propia compañía de bomberos, la "Bomba Chicureo" quinta compañía del Cuerpo de Bomberos Colina-Lampa que desde entonces se ha desarrollado, adaptado y capacitado para atender las emergencias correspondientes del sector.[cita requerida]

## Toponimia
El nombre Chicureo probablemente derive del mapudungún chi (artículo determinado) y kürew (tordo), es decir, el tordo. 
Otra hipótesis le atribuye el significado de 'lugar donde se arman lanzas', nombre que derivaría del mapudungún chikümün rewe.
Hasta hace muy poco, Chicureo era solo el nombre de un fundo al final del valle, compartiendo la cota con la hacienda Guay Guay. El sector que adoptó este nombre se denominaba originalmente "Santa Luz", pero los Benítez-León y luego otros, por el hecho de vivir en el "Camino a Chicureo", comenzaron a llamarle de esta manera.[cita requerida]

## Geografía
Chicureo limita por el sur con Huechuraba y Quilicura, por el oriente con Lo Barnechea, por el poniente con la Ruta CH-5 (Carretera Panamericana) y por el norte con el Río Colina[cita requerida]

## Historia

### Primeros pobladores
Presencia de cazadores recolectores avanzados 6000 a. C. - 2500 a. C. En este periodo se produjo una extinción masiva de la fauna autoctóna por la caza masiva. Mastodontes como el hallado en la Quebrada de Ramón fueron exterminados en este periodo. También se encontró un guanaco gigante o paleolama. En aquel tiempo, la zona estaba cubierta de abundante pasto, hierbas y grandes árboles, que conformaba el hábitat de animales gigantes (magafauna) como el perezoso o megaterio americano, el mamut peludo, el mastodonte, el tigre dientes de sable, el paleolama y otros.
Abundaban animales menores, por ejemplo, el cérvido, el puma y el caballo americano. La cadena biológica silvestre se completaba con animales menores como la rata, el ratón, el conejo, el cuy, la vizcacha, el zorrino, el pato, etc.
De acuerdo a investigaciones, se cree que en la cuenca de Santiago los primeros grupos humanos se establecieron cerca del 10.000 a. C.; se trataba principalmente nómadas cazador-recolectores, que transitaban desde el litoral hacia el interior en búsqueda de guanacos durante la época de los deshielos cordilleranos. Cerca del año 800, comenzaron a instalarse los primeros habitantes sedentarios que formaron comunidades agrícolas junto al río Mapocho, cultivando principalmente de poroto, papa y maíz; asimismo, domesticaron los auquénidos de la zona.

### Periodo agroalfarero temprano
En 1964 se realizaron hallazgos de material arqueológico en la zona: en tareas de recolección superficial en el potrero "B" de La Dehesa registraron cerámica negra pulida y Aconcagua Salmón, torteros, cuentas de collar, cinco tembetás con forma discoidal con aletas, cilíndrico corto y de tarugo, tres orejeras, l0 fragmentos de tubos de pipav(quitra) y una pipa fragmentada descrita como "típicamente araucana"
Durante las construcciones de la zona de La Dehesa (avenidas El Gabino y Santa Blanca) se detectaron varios yacimientos arqueológicos que correspondían a ocupaciones monocomponentes con uno o más enterratorios adscribibles al período agroalfarero temprano y específicamente a la denominada tradición Bato. En la cuenca de Santiago, predominan los sitios Bato por sobre los Llolleo.
La relevancia de estos hallazgos radica en que modifican notoriamente la visión de un
patrón de asentamiento con una orientación eminentemente costera para la tradición Bato
y confirman un patrón para las prácticas mortuorias de esta, que se diferencia claramente de las de la Llolleo.
Se encontraron también túmulos rocosos o “casas de piedra” de este periodo en el borde e interior precordillerano, como en La Dehesa y El Arrayán de la cuenca del Mapocho, estero Cabeza de León o El Manzano, en el Cajón del Maipo. Carlos Fuenzalida, director de Protege, refiere que en la quebrada de Ramón se han encontrado palos quemados en roca, sitio arqueológico que podría corresponder a un lugar ritual; incluso en la cumbre del cerro de Ramón se han descubierto cerámicas que son claramente utensilios de los habitantes de esta zona.

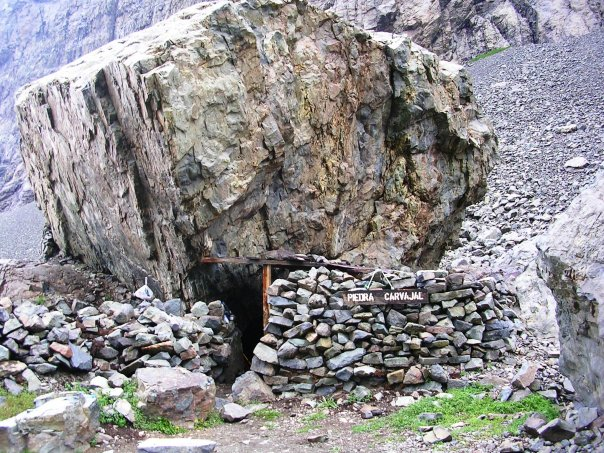
Casa Piedra Carvajal en el Santuario de la Naturaleza Yerba Loca

### Periodo inca
Durante este periodo fue importante el trazado de la Red vial del Tahuantinsuyo que fue construida en sus tiempos tempranos por los faldeso de los cerros siguiendo lo que es actualmente la Avenida Chicureo y después la avenida del Valle, pero después se hizo cai rrecta uniéndose en la avenida Caupolican , pasando por la Casona San Ignacio y derivando en la Avenida Independencia.
Los incas denominaron a los indígenas presentes en el Valle Central como gentes salvajes, mecanismo bastante usado por los imperios a la hora de conquistar pueblos. Si son salvajes uno les hace un favor al conquistarlos.
Las aldeas establecidas en la zona pertenecían a grupos picunches (mapudungún: Pikun: Norte y Che: Gente) o promaucaes (quechua: gente salvaje), sometidos al Imperio inca desde fines del siglo XV y comienzos del siglo XVI. Los incas establecieron en el valle algunos mitimaes, siendo el principal uno instalado en el centro de la actual ciudad, santuarios como la huaca de Chena y el santuario del cerro El Plomo. La zona habría servido como base para las expediciones incáiscas hacia el sur y como nudo vial del Camino del Inca. Este camino está refrendado en el actual trazado de camino a Los Andes, Colina, Avda. Independencia, calle Puente, Paseo Ahumada, Calle Arturo Prat, Avda José Miguel Carrera ( "Gran Avenida"), Camino a Nós, y Carretera 5 sur. En el lugar que hoy ocupa la Estación Mapocho estaba el Tambo de la zona. Desde ahí y siguiendo la Avenida Andrés Bello, Avenida Providencia, Apoquindo, Avenida Las Condes, Camino Farellones, Corral Quemado, hasta la actual mina La Disputada en Las Condes, estaba el camino inca llamado Camino de Las Minas, sobre el cual se desarrolló la ocupación posterior, española y chilena de la zona oriente de Santiago.

#### Ciudad inca bajo Santiago de Chile
La alineación de la Plaza de Armas, el cerro Santa Lucía y Cerro El Abanico, con la salida del sol durante el solsticio de verano, y el cerro San Cristóbal que corta el perfil del Plomo-Littoria durante el solsticio de invierno, es un hecho físico, concreto e indiscutible.

"A mí lo que me llamaba la atención es por qué Valdivia se equivocó en poner la Plaza donde no es el centro, la debía haber puesto en la mitad, es así en todas las ciudades, bueno es que no la puso él, la Plaza ya existía, se llamaba 'Kancha', tal cual como cancha de futbol y era incásica, y antes de los incas ya era un sector ceremonial por estas alineaciones calendáricas. Santiago en el fondo no tiene 500 años, Santiago tiene 2.000 años de antigüedad"....."Pedro de Valdivia no la descubrió, porque sabía que venía acá, sabía ya a la salida de Cusco que existía aquí un poblado que era centro administrativo incásico aquí en el Valle (…) Además venía como ayudante de él Pedro Gómez de Don Benito que había venido con (Diego de) Almagro seis años antes y había pasado por Santiago".
Investigador Alexis López Tapia a El Mercurio

El investigador Rubén Stehberg del Museo y Gonzalo Sotomayor de la Universidad Andrés Bello reunieron las pruebas de las investigaciones presentadas en 1976, más documentos históricos; y a esto agregaron nuevas evidencias de que bajo la ciudad del casco viejo de Santiago se encontraba la ocupación Tawantinsuyu incaica en los cursos medios de los ríos Mapocho y Maipo. La ocupación contaba con reyes y autoridades a lo largo de los valles hasta llegar a Mapocho, pero estos habrían sido muertos durante la conquista de Diego de Almagro. La ciudad incaica de Mapocho se la comparaba, según escritos demostrados en el estudio, como otra versión de Cuzco, un lugar en que prosperaba la minería y la agricultura. Se evidencia entonces que Pedro de Valdivia realmente no fundó Santiago, sino que viajó directamente a poblarla y tomar posesión de la ciudad.

### Conquista española
Cuando Inés de Suárez, la mujer que venía con Pedro de Valdivia, ordenó el 11 de septiembre de 1541 degollar al inca Quilicanta y a siete caciques prisioneros para amedrentar a Michimalonco, el toqui que estaba atacando e incendiando Santiago para rescatar a los caciques, no quedó claro si mató al cacique Apoquindo o al cacique del poblado de Apoquindo. Lo cierto es que en los distintos relatos de la época no hay registros de un cacique de ese nombre y que el jefe indio de la zona se llamaba Picuncahue; su caserío estaba en lo que es actualmente la clínica Las Condes.
La fundación de Santiago fue el primer acto de usurpación legal de tierras mapuche, que fue acompañado por el despojo de los lof de los indios huaicoches (del mapudungún: waykoche ‘gente que vive en zona de huaicos’), que tenían sus posesiones en las tierras ubicadas en las riberas del río Mapocho, las que se comenzaron a denominar La Dehesa del Rey. Después del desalojo, los huaicoches fueron llevados a Tango, luego los trasladados a Peñalolén y finalmente se los incorporó al pueblo de indios de Apoquindo.
Entre estos pequeños poblados se encontraban Picuncahue, Lo Fontecilla, Tabancura que pasó a llamarse Las Mercedes, Mollecura, Vitacura, Tobalaba y, por supuesto, Apoquindo, donde hoy está Los Dominicos, hasta la avenida Vital Apoquindo donde se encuentran los baños termanles.
Al oriente de Santiago había una acequia construida durante la cultura Aconcagua por los mitimaes y el poblado de Apoquindo que se prolongó hasta la nueva ciudad. Cuando el gobernador ordenó recorrer las localidades cordilleranos que se divisaban desde el cerro Huelén se encontraron varios poblados con rucas de quincha, empalizada embarrada y techo de totora que no sobrepasaban las treinta, cercanas a las vertientes (Baños de Apoquindo|Vital Apoquindo) y en medio del tupido y frondoso bosque nativo formado por quillayes, peumos, lumas, pataguas, robles y canelos.
A la llegada de los españoles estas tierras pertenecían al curaca del sector de Apoquindo llamado Picuncahue y en ellas había una gran población indígena. Pedro de Valdivia estableció una encomienda a favor de Inés de Suárez en estas posesiones, de acuerdo a los siguientes términos:

"El Cacique de Apoquindo con todos sus principales e indios sujetos que tienen su asiento en el Valle del Mapocho".
Pedro de Valdivia

Inés de Suárez contrajo matrimonio con Rodrigo de Quiroga, quedando para los descendientes de él, ya que no tuvieron hijos. En el siglo XVIII perteneció a Antonio Chacón y Quiroga y luego a su hija Constanza, quedando vacante a su muerte en 1717; posteriormente fue concedido a Francisco Antonio Avaria y después dividido en chacras; Apoquindo le tocó a Juan Bautista Pastene.

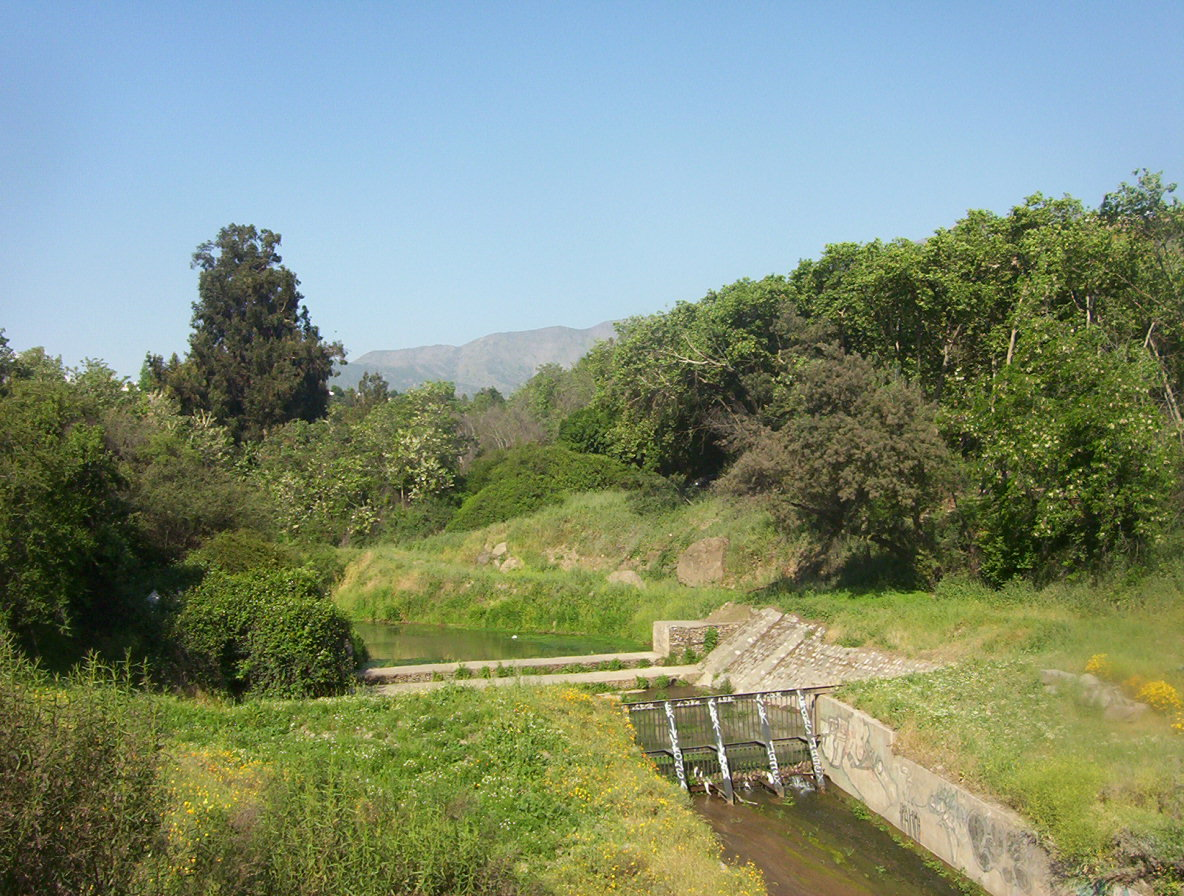
Estero Los Baños, en Apoquindo, donde estaban los baños termanles.

### Sublevación promaucae
Después de la derrota de 1541, Michimalonco cruzó Los Andes y se refugió en Cuyo, que todavía estaba en poder los incas. Pero allí cayó en la pobreza, por lo que en 1549 decidió regresar a Chile y hacer las paces con los españoles, con la esperanza de recuperar su posición en sus antiguas tierras. Al arribar, reunió a sus antiguos compañeros de armas —eran, según Mariño de Lovera, Trangolonco (su hermano o tío) y el toqui Chingaymanqui del valle de Aconcagua; los caciques de Colina, Lampa, Apoquindo, Maipún, Lipillán, Butacura, Melipilla y Puangue del valle del Maipo; y los jefes promaucaes de Cachapoal, Pico (picun), Peumo, Teno y Hualemo (Hualañé)— y, en un prolongado y fundamentado discurso, les aconsejó llegar un acuerdo general de convivencia con los españoles, pues si bien estos “son bravos en la guerra, son mansos y afables en la paz”.

“Más vale vivir en sujeción —agregó— gozando de alguna quietud y reposo que no morir como animales y dejar mujer e hijos desamparados”. Sin duda, se les iba a exigir que realizaran toda clase de trabajos en las encomiendas, pero podían impedir excesivos tributos y extorsiones “con los medios que el tiempo fuese mostrando”. Tal defensa se haría más fácil “mientras más conocida tuviéramos la condición de esta gente”, pues de ese modo “tanto mejor sabremos por dónde habemos de acometerlos”.

Michimalonco prestó luego obediencia a Pedro de Valdivia, ofreciéndose en su servicio, y le pidió perdón por las alteraciones pasadas; acompañó sus palabras con unas 200 libras de oro fino y cantidad de ganado y otras cosas. Valdivia correspondió con agradecimiento los obsequios y buenos propósitos de Michimalonco, aceptando de buen grado su ofrecimiento siempre que el pueblo araucano no se opusiera a la acción evangelizadora de los misioneros, se sometiera al régimen de las encomiendas y contribuyera con mano de obra a la explotación de las minas y placeres auríferos. A todo se avino el toqui mapuche, sellando de este modo la paz entre ambos pueblos.

### Hacienda Chicureo
Entre los pioneros de Chicureo cabe destacar a las familias Olivares-Montes (Hacienda Guay-Guay), Álvarez-Segovia, Susaeta-Silva, Peters-Mol y Benítez-León, y entre las instituciones se debe nombrar al "Mini Maikel Zalo" (mini market), en Los Ingleses, con el primer teléfono celular público; el almacén "La Higuera" de Yerdi Harbin y su familia, originalmente agricultores, en la esquina de Los Ingleses con Chicureo; y "Quesos Pucará", en Chicureo con la antigua carretera. El servicentro Texaco de Lo Arcaya fue también de importancia, con el primer autoservicio de comida rápida, regalos y licores, además del primer cajero automático.[cita requerida]
El primer centro comercial fue Boulevard Los Ingleses, ubicado en la esquina del camino a Chicureo con el camino Los Ingleses, contando en esa época con la primera farmacia del sector (Carmen), un minimarket Big John , el restaurante El Establo, la peluquería "Buró", la primera corredora de propiedades especialista en la zona (El Barrio Propiedades) y una oficina de la Municipalidad de Colina.

### Asalto a la Hacienda Chicureo
El 10 de febrero de 1926 un grupo de asaltantes asalta la Hacienda Chicureo en medio de la cena asesinando a varias personas.

## Clubes y deporte
En Chicureo se realizan muchos deportes, en especial el fútbol. Cuenta con instalaciones y clubes para la práctica de diferentes deportes, algunos de ellos tradicionales como el rodeo chileno o la rayuela —especialmente en Santa Filomena, una localidad al sur del río Colina, zona en la que la comuna celebra las fiestas patrias municipales—, y otros más exclusivos como el vuelo a la vela, —en el Club de Planeadores de Chicureo, dependiente del Club de Planeadores de Santiago—, o el Tiro skeet en el Campo de Tiro San Ignacio.
En un inicio de los desarrollos inmobiliarios hicieron aparición un alto número de canchas y clubs de polo, pero en la actualidad sólo el Polo Mahuida recibe fechas del campeonato oficial. Uno de estos clubs, con arquitectura y pesebreras que destacaron por su belleza, es hoy el Colegio Pucalán, que adecuó sus instalaciones al uso educativo.
También los deportes náuticos han tenido notorio desarrollo en las lagunas artificiales de Lo Arcaya (laguna Chicureo) y de Piedra Roja, la primera especialmente diseñada para el esquí náutico y la segunda para la vela menor y remo infantil.
Además de varios clubes medianos y menores —por ejemplo el Tennis Club Chicureo, el Club Portezuelo o el San José—, destacan los dos más grandes: el Club Brisas de Chicureo y la Hacienda Chicureo, ambos con canchas de golf e instalaciones para tenis y equitación, entre otras. El club Las Brisas de Chicureo tiene dos canchas independientes cada una de 18 hoyos, "El Valle" y "La Montaña", ambas de par 72. Además tiene una cancha de 9 hoyos para niños de hasta 10 años. La Hacienda Chicureo tiene una cancha de 18 hoyos, Par 72 y una para niños de 6 hoyos.
El Tenis se práctica extensivamente en la zona y en la Hacienda Chicureo se jugó la edición 2010 del torneo ATP que se disputa en Chile. Como este club disponía de 10 canchas construidas, a la que faltaba un court central, para este evento se utilizó el mecano para 4500 personas utilizado en versiones anteriores en Viña del Mar.
En lo relacionado al fútbol, Chicureo no se ha quedado atrás ya que cuenta con una liga de fútbol de muy buen nivel, Club Oriente de Fútbol - COF (Sector Brisas Norte de Chicureo). Por otra parte, desde el año 2005 se vienen realizando varios campeonatos de futbolito de papás; entre ellos la copa San Anselmo, Dunalastair y Highlands, esta última es la más importante dentro de la comunidad chicureana y se viene realizando desde hace 5 años.
Además está Club Chicureo , al lado del colegio San Nicolás Diácono, El Algarrobal; club donde hay gimnasio, piscina temperada, spa, 4 canchas de futbolito, 4 canchas de tenis, yoga & pilates, Vitale - medicina deportiva y mucho más donde puede ir toda la familia a las distintas actividades que se imparten dentro de él.
Otros deportes, como la Triatlón, se realizan anualmente en la laguna de Piedra Roja y zonas aledañas.

## Educación
Chicureo es sede de numerosos colegios: Colegio Pioneros, Alemán de Chicureo, Algarrobal, San José de Chicureo, Santa Cruz de Chicureo, Dunalastair, Highlands, Colegio del Verbo Divino de Chicureo , Lincoln Internacional Academy, Pucalán Montesori, Pumahue, Rayén Mahuida Montesori, San Anselmo, San Nicolás Diácono y el Colegio Cabo de Hornos (Brisas Norte Chicureo). En los límites cercanos se trasladarán pronto el Craighouse (Pie Andino), además de que el Liceo de la Alianza Francesa anunció la instalación de una nueva sede y los Old Boys del Colegio Grange compraron más de 8 hectáreas en La Reserva para sus instalaciones deportivas.
Dentro de las instalaciones culturales importantes esta BAUME que educa a jóvenes en música, actuación y otras arte relacionadas.

## Medios de comunicación
Los primeros medios impresos de avisaje y publirreportajes fueron las revistas Todo Chicureo y Nororiente. De esta última surge, en el año 1998, la revista mensual de publicidad y contenido Valles del Sol, hoy VDS  con un tiraje de 10 mil ejemplares y a partir de mayo de 2018 apoyada por su APP VDS.[cita requerida]
El primer periódico que aparece en Chicureo, como medio formal de prensa profesional, es ChicureoNews; fue editado entre diciembre de 2007 y abril de 2008. Su edición digital circuló en internet desde el 26 de octubre de 2006, hasta fines del 2009.[cita requerida]
Actualmente Colina también cuenta con otro medio local, el portal de noticias Chicureo Hoy "Chicureohoy.cl" con más de 100.000 seguidores en redes sociales, consolidándose como el medio de comunicación más leído de la provincia de Chacabuco.
La radio también está presente en Chicureo,  CITY FM transmitiendo por medio su señal en la web ,"cityfm.cl" con una programacíón 24/7 y próximamente en el dial 107.9 fm .